# جان کورتیس کالدول
جان کورتیس کالدول (۱۷ آوریل ۱۸۳۳ – ۳۱ اوت ۱۹۱۲) آموزگار ، ژنرال اتحادیه در جنگ داخلی آمریکا و یک سیاستمدار آمریکایی بود. جان کورتیس کالدول قریب به 5 سال در ارتش خدمت کرد و در طول خدمت خود در شش جنگ داخلی در آمریکا نیز حضور یافت.موفقیت های او در عرصه میدانی او را تا درجه دوستاره ارتش ایالات متحده نیز بالا برد.
کالدول با آغاز جنگ داخلی در سن بیست و هشت سالگی و بدون داشتن پیشینه و تجربه نظامی به ارتش اتحادیه پیوست. و با درجه سرهنگی به فرماندهی گردان یازدهم داوطلبان مین برگزیده شد. وی در بسیاری از جبهه های نبرد مانند کمپین پنین‌سولا ، نبرد آنتی تام و نبرد گتیسبرگ حضور یافت. کالدول در طی نبرد آنتی تام فرماندهی تیپ یکم ارتش پوتوماک را پس از زخمی شدن فرمانده اصلی تیپ بنام سرلشکر اسرائیل ریچاردسون را برعهده گرفت. پس از ترور آبراهام لینکلن وی به عنوان یکی از افسران محافظ در مراسم خاکسپاری وی حضور داشت. وی در ژانویه ۱۸۶۶ از خدمت در ارتش کناره گیری کرد. و به فعالیت سیاسی و حقوقی پرداخت. کالدول از سال ۱۸۶۹ تا ۱۸۷۴ عنوان سفیر ایالات متحده در برخی از کشورهای آمریکای لاتین مشغول برعهده داشت.